# 3123 Dunham
3123 Dunham је астероид главног астероидног појаса чија средња удаљеност од Сунца износи 2,462 астрономских јединица (АЈ).
Апсолутна магнитуда астероида је 13,54.